# Руда (Хунедоара)
Руда (рум. Ruda) — село у повіті Хунедоара в Румунії. Входить до складу комуни Геларі.
Село розташоване на відстані 298 км на північний захід від Бухареста, 23 км на південний захід від Деви, 136 км на південний захід від Клуж-Напоки, 117 км на схід від Тімішоари.

## Населення
За даними перепису населення 2002 року у селі проживали 208 осіб, усі — румуни. Усі жителі села рідною мовою назвали румунську.